# Demokracja. Filozofia i praktyka
Demokracja. Filozofia i praktyka – wspólna seria wydawnicza Fundacji im. Stefana Batorego i Wydawnictwa Znak, publikowana w latach 1994–2001. Redaktorami naukowymi serii byli Marcin Król i Aleksander Smolar.
Seria została oceniona jako "znakomita". Seria została opisana jako jedna z dwóch dużych serii wydawanych w tym czasie w Polsce w tematyce filozofii polityki, socjologii politycznej i nauk politycznych.

## Wydane pozycje
1. John Gray, Liberalizm, Kraków 1994, ISBN 83-7006-340-3
2. Jerzy Szacki, Liberalizm po komunizmie, Kraków 1994, ISBN 83-7006-364-0
3. Alexis de Tocqueville, Dawny ustrój i rewolucja, Kraków 1994, ISBN 83-7006-356-X
4. François Furet, Prawdziwy koniec Rewolucji Francuskiej, Kraków 1994, ISBN 83-7006-261-X
5. Europa i społeczeństwo obywatelskie. Rozmowy w Castel Gandolfo, Kraków 1994, ISBN 83-7006-325-X
6. Edmund Burke, Rozważania o rewolucji we Francji, Kraków 1994, ISBN 83-7006-253-9
7. Robert A. Dahl, Demokracja i jej krytycy, Kraków 1995, ISBN 83-7006-294-6
8. Albert O. Hirschman, Lojalność, krytyka, rozstanie. Reakcje na kryzys państwa, organizacji i przedsiębiorstwa, Kraków 1995, ISBN 83-7006-552-X
9. John Stuart Mill, O rządzie reprezentatywnym. Poddaństwo kobiet, Kraków 1995, ISBN 83-7006-239-3
10. Zygmunt Bauman, Wolność, Kraków 1995, ISBN 83-7006-465-5
11. Jarosław Gowin, Kościół po komunizmie, Kraków 1995, ISBN 83-7006-481-7
12. Robert Putnam, Demokracja w działaniu. Tradycje obywatelskie we współczesnych Włoszech, Kraków 1995, ISBN 83-7006-426-4
13. Tożsamość w czasach zmiany. Rozmowy w Castel Gandolfo, Kraków 1995, ISBN 83-7006-458-2
14. Norberto Bobbio, Prawica i lewica, Kraków 1996, ISBN 83-7006-578-3
15. Marcin Król, Liberalizm strachu czy liberalizm odwagi?, Kraków 1996, ISBN 83-7006-571-6
16. Víctor M. Pérez-Díaz, Powrót społeczeństwa obywatelskiego w Hiszpanii, Kraków 1996, ISBN 83-7006-366-7
17. Społeczeństwo liberalne. Rozmowy w Castel Gandolfo, Kraków 1996, ISBN 83-7006-413-2
18. Alexis de Tocqueville, O demokracji w Ameryce, 2 tomy, Kraków 1996, ISBN 83-7006-525-2
19. Charles Taylor, Etyka autentyczności, Kraków 1996, ISBN 83-7006-517-1
20. Stanisław Filipowicz, Pochwała rozumu i cnoty. Republikańskie credo Ameryki, Kraków 1997, ISBN 978-83-7006-518-8
21. Judith N. Shklar, Zwyczajne przywary, Kraków 1997, ISBN 83-7006-778-6
22. Ani książę, ani kupiec: obywatel. Idea społeczeństwa obywatelskiego w myśli współczesnej, wybór i wstęp Jerzy Szacki, Kraków 1997, ISBN 83-7006-786-7
23. Roman Graczyk, Konstytucja dla Polski. Tradycje, doświadczenia, spory, Kraków 1997, ISBN 83-7006-651-8
24. Teresa Bogucka, Polak po komunizmie, Kraków 1997, ISBN 83-7006-675-5
25. Benedict Anderson, Wspólnoty wyobrażone. Rozważania o źródłach i rozprzestrzenianiu się nacjonalizmu, Kraków 1997, ISBN 83-7006-612-7
26. Albert O. Hirschman, Namiętności i interesy. U intelektualnych źródeł kapitalizmu, Kraków 1997, ISBN 83-7006-771-9
27. Will Kymlicka, Współczesna filozofia polityczna, Kraków 1998, ISBN 83-7006-725-5
28. Max Weber, Polityka jako zawód i powołanie, przedmowa, wstęp i opracowanie Zdzisław Krasnodębski, Kraków 1998, ISBN 83-7006-779-4
29. Daniel Cohen, Kłopoty dobrobytu, Kraków 1998, ISBN 83-7006-653-4
30. Stanisław Filipowicz, Twarz i maska, Kraków 1998, ISBN 83-7006-751-4
31. Maciej Janowski, Polska myśl liberalna do 1918 roku, Kraków 1998, ISBN 83-7006-623-2
32. Norberto Bobbio, Liberalizm i demokracja, Kraków 1998, ISBN 83-7006-921-5
33. Stephen Holmes, Anatomia antyliberalizmu, wstęp do polskiego wydania Jerzy Szacki, Kraków 1999, ISBN 83-7006-775-1
34. Oświecenie dzisiaj. Rozmowy w Castel Gandolfo, Kraków 1999, ISBN 83-7006-631-3
35. Robert Skidelsky, Świat po komunizmie, Kraków 1999, ISBN 83-7006-937-1
36. Alexis de Tocqueville, Listy, wybór, wstęp i opracowanie Irena Grudzińska-Gross, Kraków 1999, ISBN 83-7000-847-2
37. William A. Galston, Cele liberalizmu, wstęp do polskiego wydania Marcin Król, Kraków 1999, ISBN 978-83-7006-945-2
38. Koniec tysiąclecia. O czasie i drogach nowożytności. Rozmowy w Castel Gandolfo, Kraków 1999, ISBN 83-7006-942-8
39. Eseje polityczne federalistów, Alexander Hamilton, John Jay, James Madison, wybór, wstęp i opracowanie Frederick Quinn, Kraków 1999, ISBN 83-7006-981-9
40. Amartya Sen, Nierówności. Dalsze rozważania, Kraków 2000, ISBN 83-7006-922-3
41. Robert A. Dahl, O demokracji, Kraków 2000, ISBN 83-7006-994-0
42. Jean-Paul Fitoussi, Pierre Rosanvallon, Czas nowych nierówności, Kraków 2000, ISBN 83-7006-956-8
43. Daniel Cohen, Bogactwo świata, ubóstwo narodów, Kraków 2000, ISBN 83-7006-972-X
44. Moses I. Finley, Polityka w świecie starożytnym, Kraków 2000, ISBN 83-7006-638-0
45. Carl Schmitt, Teologia polityczna i inne pisma, wybór, przekład i wstęp Marek A. Cichocki, Kraków 2000, ISBN 83-7006-957-6
46. Jean-Marie Guéhenno, Przyszłość wolności. Demokracja w globalizacji, Kraków 2001, ISBN 83-240-0001-1